# Governo Löfven I
Il governo Löfven I è stato il 53° esecutivo della Svezia per 4 anni 3 mesi e 18 giorni dal 3 ottobre 2014 al 21 gennaio 2019 (dimissionario dal 25 settembre 2018), presieduto dal ministro di Stato Stefan Löfven. 
Si trattava di un esecutivo di coalizione tra il Partito Socialdemocratico e i Verdi, che tuttavia non possedeva la maggioranza al Riksdag.

## Composizione
Partito Socialdemocratico dei Lavoratori di Svezia (SAP)
     Partito Ambientalista i Verdi (Verdi)
| Funzione                                                    | Titolare | Titolare | Titolare                 | Partito |
| ----------------------------------------------------------- | -------- | -------- | ------------------------ | ------- |
| Primo ministro                                              |          |          | Stefan Löfven            | SAP     |
| Vice Primo ministro Ambiente                                |          |          | Åsa Romson               | Verdi   |
| Sviluppo strategico e cooperazione nordica                  |          |          | Kristina Persson         | SAP     |
| Giustizia e immigrazione                                    |          |          | Morgan Johansson         | SAP     |
| Affari interni                                              |          |          | Anders Ygeman            | SAP     |
| Affari esteri                                               |          |          | Margot Wallström         | SAP     |
| Cooperazione internazionale                                 |          |          | Isabella Lövin           | Verdi   |
| Difesa                                                      |          |          | Peter Hultqvist          | SAP     |
| Previdenza sociale                                          |          |          | Annika Strandhäll        | SAP     |
| Salute e sport                                              |          |          | Gabriel Wikström         | SAP     |
| Gioventù, vecchiaia e pari opportunità                      |          |          | Åsa Regnér               | SAP     |
| Finanze                                                     |          |          | Magdalena Andersson      | SAP     |
| Mercati finanziari e affari dei consumatori                 |          |          | Per Bolund               | Verdi   |
| Pubblica amministrazione                                    |          |          | Ardalan Shekarabi        | SAP     |
| Istruzione                                                  |          |          | Gustav Fridolin          | Verdi   |
| Istruzione secondaria, istruzione degli adulti e formazione |          |          | Aida Hadžialić           | SAP     |
| Istruzione superiore e ricerca                              |          |          | Helene Hellmark Knutsson | SAP     |
| Energia                                                     |          |          | Ibrahim Baylan           | SAP     |
| Impresa e innovazione                                       |          |          | Mikael Damberg           | SAP     |
| Edilizia e sviluppo urbano                                  |          |          | Mehmet Kaplan            | Verdi   |
| Infrastrutture                                              |          |          | Anna Johansson           | SAP     |
| Affari rurali                                               |          |          | Sven-Erik Bucht          | SAP     |
| Cultura e democrazia                                        |          |          | Alice Bah Kuhnke         | Verdi   |
| Occupazione                                                 |          |          | Ylva Johansson           | SAP     |

## Situazione parlamentare
| Camera  | Collocazione                             | Partiti | Seggi     |
| ------- | ---------------------------------------- | --- | --------- |
| Riksdag | Maggioranza/App. est. (attivo e passivo) | Partito Socialdemocratico dei Lavoratori di Svezia (113),Partito della Sinistra (21), Partito Ambientalista i Verdi (25) | 160 / 349 |
| Riksdag | Opposizione                              | Partito Moderato (84), Democratici Svedesi (49),Partito di Centro (22),Democratici Cristiani (16), Liberali (19)         | 189 / 349 |